# 游紹菁
游紹菁（Yu Shao-Jing, 1975年12月5日—2012年4月23日），台灣宜蘭縣羅東人，國立台灣藝術大學舞蹈學士、中國文化大學舞蹈碩士 。現代舞蹈表演團體白舞寺當代舞團 創辦人，舞蹈家與編舞家。曾獲亞洲文化協會台灣基金會(Asian Cultural Council Taiwan Foundation, 簡稱ACCTF) （页面存档备份，存于）之台灣獎助駐村美國紐約。

## 編舞作品
- 2002年《白色的狂嘯》，白舞寺。
- 2003年《七匡乙咚》，白舞寺。
- 2004年《艷俠》，白舞寺。
- 2004年《看天河》，白舞寺。
- 2005年《驚見霓虹關》，白舞寺。
- 2005年《過火》，白舞寺。

## 演出作品
- 1998年《天台之蛙》，金枝演社。
- 1999年《黑潮》，光環舞集。
- 2000年《斷層》，光環舞集。
- 2001年《神曲2001》，光環舞集。
- 2002年「觀音‧聽舞」《身體書寫》，光環舞集。
- 2002年「行星偶像劇」《倒數計時》，行星劇團。